# Curimatopsis myersi
Curimatopsis myersi es una especie de peces de la familia Curimatidae en el orden de los Characiformes.

## Morfología
Los machos pueden llegar alcanzar los 4,4 cm de longitud total.

## Hábitat
Vive en zonas de clima tropical entre 20 °C - 26 °C de temperatura.

## Distribución geográfica
Se encuentran en Sudamérica:  cuenca del río Paraguay.